# 週刊ゴング
週刊ゴング（しゅうかんゴング、Weekly Gong）は、1984年から2007年まで日本スポーツ出版社（NSP）が発行していた週刊のプロレス専門雑誌。略称は『ゴング』『週ゴン（しゅうゴン）』。
毎週水曜日に発売されていたが、2007年3月14日発売の1168号（3月28日号）を最後に「一時休刊」となった。
元々、1968年から1986年までNSPが発行していた月刊の格闘技専門誌『ゴング』（『月刊ゴング〔げっかんゴング〕』とも表記。のちの『ゴング格闘技』）の別冊として、1969年から発行していた月刊誌『別冊ゴング（べっさつゴング）』を週刊化する形で発刊された。
本項では、月刊ゴング・別冊ゴング。2015年に徳間書店から復刊した『ゴング』についても記述する。

## 概要

### 『ゴング』
ベースボール・マガジン社（BBM）の退社組でNSPが設立された1968年、BBMで『プロレス&ボクシング』の編集長をしていた竹内宏介をヘッドハンティングし、竹内を編集長・総責任者として月刊誌『ゴング』を創刊（発行は3月）。プロレスをはじめボクシングやキックボクシングを取り上げる格闘技総合誌だった。1982年にボクシング記事を『月刊ワールド・ボクシング』（現：『ボクシング・ビート』）として分割、プロレス専門誌化される。1986年11月号（19巻11号通算257号）まで発行されたのち、同年12月号（19巻12号通算258号）より『ゴング格闘技』となり、プロレス専門誌から格闘技専門誌へとリニューアルした。

### 『別冊ゴング』→『週刊ゴング』
ゴング創刊翌年の1969年12月、別冊として同じく月刊でプロレス専門誌の『別冊ゴング（べっさつゴング）』が創刊。1984年4月発売の5月号（16巻5号通算179号）まで発行された。
ライバル誌の『月刊プロレス』が1983年7月28日発売号（1983年8月9日号）から週刊化されて『週刊プロレス』となり、『月刊プロレス』の週刊化に危機感を感じた『月刊ゴング』3代目編集長の舟木昭太郎は「月刊のままでは危ない。ゴングを週刊化すべき」と主張し、そして1984年5月10日に『別冊ゴング』を週刊化する形で『週刊ゴング』としての第1号となる5月24日号（16巻6号通算180号）が発売された。
2006年には、週刊ゴング7月7日号増刊として『別冊ゴング』が復活。その後、2007年3月9日号増刊まで全5号にわたり隔月ペースで刊行した。

## 特定のレスラーへの傾倒
ゴング創刊当時は「ゴングのマスカラスか、マスカラスのゴングか」と謳ったほどミル・マスカラスをプッシュしていた。主力ライターの菊池孝がジャイアント馬場のブレーンだったことから、ターザン山本ら週刊プロレス系のライターが全日本プロレスのブレーンとなる1990年代まで、誌面構成は全日本プロレスへ傾倒していた。週刊プロレスがSWSの取材拒否を受けていた頃、そして天龍源一郎と関係の深い小佐野景浩が94年に編集長になってからは、SWS及び派生団体のWARに偏った誌面構成となる。1999年に「GK」こと金沢克彦が編集長に就任してからは、長州力を贔屓とした記事が顕著に現れる。基本的に新日本プロレス、他社の取材をあまり受けない長州関連の記事が大きくメインで扱われ、他の団体で大興行が行われた際も、新日本関連の記事が表紙で扱われるなどした。その新日本プロレス中心の誌面構成には「新日広報誌」とファンだけでなく、小川直也などレスラーからも揶揄された。
ライバル誌である『週刊プロレス』が、編集長ターザン山本の下で売り上げ高の全盛期を迎えた時期には、大きく水をあけられていた。しかし、小佐野編集長時代の1996年に週刊プロレスが新日本、WAR、UWFインターナショナルなどからの取材拒否を受けている間は、その効果により実売数で初めて追い抜き、金沢編集長時代には1万部以上の差をつけていた。なお、2004年の金沢の編集長退任とともに元の数字へ戻っている。

## 穏健な編集方針
上記の様に新日本に傾倒した記事を取り上げていたものの、週刊プロレスが全日本やSWSなどに行ったような他団体へのあからさまなバッシングは行わなかったため、取材拒否等は受けなかった。クラッシュギャルズブームの最中、『月刊ゴング』（当時）は女子プロレスは取り扱わないという編集方針だったが、その後、誌面刷新とともに取り上げるようになった。2006年には女子プロレス興行「レディゴン祭り」、インディー団体を集めた「インディーサミット」を開催した。

## 一時休刊
日本スポーツ出版社もバブル崩壊に伴い経営が悪化し、経営悪化と同時期に出会い系サイトなどの性風俗系企業や闇金融の広告が増え、広告もそれらの広告が半数以上を占める号もあった。2004年8月に経営陣が刷新され、これによりゴング(月刊)創刊者で日本スポーツ出版社代表取締役社長だった竹内宏介と週刊ゴング3代目編集長で日本スポーツ出版社執行役員を務めていた小佐野景浩が日本スポーツ出版社の役員を退任した他、2005年11月には2004年10月まで4代目編集長を務め、以降はプロデューサーの肩書で週刊ゴングに関わっていた金沢克彦、2006年2月には5代目編集長の吉川義治など、週刊ゴング歴代編集長の日本スポーツ出版社からの退社が相次いだ。2006年11月には目玉コーナーでなおかつ最長連載企画だった評論家座談会コーナー「三者三様」が終了した。同年12月、日本スポーツ出版社が金沢に対し週刊ゴング編集長への復帰を打診したものの、金沢はこの話を拒否。2007年に入ってからは、記者やカメラマンに対しての取材費が削減された。
2007年2月19日に日本スポーツ出版社社長である前田大作が民事再生法違反容疑で逮捕された際には、3月7日発売号で廃刊となると一部マスコミが報じた。また、モバイルサイトが3月で閉鎖されることも相まって読者の不安が拡大し、さらに初代編集長の舟木昭太郎や3代目編集長の小佐野景浩、元『週刊プロレス』編集長のターザン山本らが編集スタッフやフリーライターに対して2月分の給料や原稿料が支払われていないこと、『ゴング格闘技』の編集スタッフ全員が2月23日発売号を以って日本スポーツ出版社を解雇されたり、日本スポーツ出版社の役員や社員が存続のため金策に奔走していることなどを明らかにした。
日本スポーツ出版社は2007年3月2日にウェブサイト上で、編集スタッフの中に退職希望者がいる事実を認めた上でマスコミの報道を否定し、フリーの立場で週刊ゴングに寄稿していた小佐野も3月14日発売号まで仕事があるとして休刊を否定した。「三者三様」のメンバーだった門馬忠雄は知人などから事実確認を求める電話があったことを明かし、2007年3月4日のプロレスリング・ノア日本武道館大会や同年3月6日の新日本プロレス後楽園ホール大会で、門馬に声をかけられた編集スタッフから、廃刊騒動直後に日本スポーツ出版社を退社した編集スタッフが実際にいた事を明らかにした。最終的に、2007年3月14日発売号での休刊が、3月13日付のスポーツ報知で改めて報じられ、実際に同号の誌上にて正式に「一時休刊」が発表された。なお、前述のスポーツ報知では報道では休刊号は1167号とされたが、実際には1168号である（別冊ゴングから数えたバックナンバーは、38巻64号通算1347号）。

### 後継誌創刊
週刊ゴングの一時休刊直後に創刊された後継誌は、清水勉・小佐野景浩・木幡一樹派が『Gスピリッツ』を、竹内宏介・金沢克彦・吉川義治派が『Gリング』をそれぞれ創刊したため、週刊ゴングの歴代編集長が2派に分裂しなおかつ2誌とも創刊日が2007年9月5日となる事態となった。この2誌は日本スポーツ出版社からの正式な週刊ゴングの版権移行とはなっていない。
『月刊ゴング』・『別冊ゴング』時代からのネガなどの資料はしばらく東京都江東区住吉に保管され、なおかつ日本スポーツ出版社元社長の前田大作が保有していたが、前田の刑期満了後に『ゴング』関連の全ての資料は後継誌の出版元や週刊ゴングの元編集スタッフではなく、ライバル誌であった『週刊プロレス』の発行元であるベースボール・マガジン社へ譲渡された。また前田は刑事裁判が始まる前に、山本や『KAMINOGE』編集長である井上崇宏などに対して『週刊ゴング』を復刊させる話を持ちかけたが、立ち消えとなっている。
日本スポーツ出版社自体も、『週刊ゴング』の正式な版権移行が行われず、なおかつ『ゴング』の名前を冠する後継誌が発行されないまま2010年2月に破産手続開始決定を受け、2011年3月の破産手続結了とともに法人格が消滅した。

#### 『Gスピリッツ』
2007年7月に入って、週刊ゴング2代目編集長のドクトル・ルチャこと清水を編集長として、『Gスピリッツ』が辰巳出版より刊行開始されるというアナウンスがあった。元ゴング編集者の一部がライターとして参加し、誌名のGは「ゴング」のGであると、清水本人が語っている。創刊号は9月中旬発売を予定されていたが、後述の『Gリング』創刊に合わせて9月5日に繰り上げとなった。週刊ゴング主任の佐々木賢之が副編集長を担当し、ライターとして週刊ゴング3代目編集長の小佐野、週刊ゴング6代目編集長の木幡などが名前を連ねた。誌面内容は、それまでの週刊ペースでの速報記事中心からインタビューや対談記事など中心に移行し、試合映像を収録したDVD付録を毎号つけることとされているほか、「三者三様」が復活した。その後『Gスピリッツ』はDVD付録の継続を断念したものの、刊行形態を季刊（3月・6月・9月・12月の年4回）として継続している。

#### 『Gリング』
2007年9月5日に大都社より『Gリング』が創刊されることが、8月10日から12日にかけて新日本プロレス「G1 CLIMAX」の試合会場で配布されたビラにより、告知された。こちらは先に創刊された『Lady'sリング』同様にLGCが編集・制作を手掛け、週刊ゴング4代目編集長の金沢が統括プロデューサーを担当し、ライターとして週刊ゴング5代目編集長の吉川、元『週刊プロレス』編集長のターザン山本、元『週刊ファイト』編集長の井上譲二、元東京スポーツ編集局長の桜井康雄、菊池孝、門馬忠雄などが名前を連ね、最高顧問にはゴング創刊者の竹内が就任した。こちらにも『Gスピリッツ』同様、「三者三様」が掲載された。また、イメージガールとして大のプロレスファンでもあるAV女優（当時）の夏目ナナを起用している。なお8月15日の段階では、大都社のウェブサイト上での誌名は『メンズ・リング』とされていた。『Gリング』は不定期刊から2008年1月号より月刊に昇格したが、8月号を最後に休刊となった。

#### 『ゴング』（復刊版）
金沢は『週刊ゴング』一時休刊から7年後の2014年7月24日に自身のブログで、『ゴング』復刊を公式に発表した。9月9日に復刊第1号として『ゴングvol.0』が発行された。編集長は金沢が担当し、発行元はアイビーレコード、発売元は徳間書店、編集は『KAMINOGE』の編集を担当しているTHE PEHLWANSがそれぞれ手掛け、『Gスピリッツ』・『Gリング』（後者は休刊）同様、「三者三様」が掲載される。ライターとして山本、『週刊プロレス』にコラムを寄稿していた斎藤文彦、漫画家の嶋田隆司などが名を連ねる。復刊版『ゴング』は週刊ゴングの後継誌では初めて『ゴング』の名前を冠する他、日本スポーツ出版社の法人格消滅後では、初の後継誌創刊となった。復刊版『ゴング』は2015年1月23日に定期刊行第1号が発売され、同年3月25日からは月刊誌として発行されている。2015年11月の第9号より判サイズを小さくするなどリニューアルを行ったほか、12月に発売予定だった第10号の発売を延期した。2016年1月には「別冊ゴング」を発行。17号から小松伸太郎が編集長となる。
アイビーレコードの出版事業撤退に伴い、2016年10月31日発売の第18号をもって、事実上の休刊となった。

## 歴代編集長
『週刊ゴング』の歴代編集長
- 初代編集長：舟木昭太郎
- 2代目編集長：清水勉
- 3代目編集長：小佐野景浩
- 4代目編集長：金沢克彦
- 5代目編集長：吉川義治
- 6代目編集長：木幡一樹